# Henri II de Ziębice
Henri II de Ziębice  ( polonais: Henryk II Ziębicki), né vers 1396 et mort le 11 mars 1420, est duc Ziębice de 1410 jusqu'à sa mort conjointement avec son frère Jean de Ziębice.

## Éléments de biographie
Henri II est le 3e fils  du  Bolko III de Ziębice et de son épouse Euphemia, fille du duc Boleslas de Bytom. On connaît peu de chose de sa vie. Henri II apparaît seulement les documents officiels comme corégent de son frère Jean de Ziębice. Il meurt sans alliance ni postérité et il est sans doute inhumé au monastère de Henryków. Après sa mort son frère Jean demeure seul duc de Ziębice.

## Sources
- (de) Europäische Stammtafeln Vittorio Klostermann, Gmbh, Francfort-sur-le-Main, 2004  (ISBN 3465032926),  Die Herzoge von Schweidnitz und Jauer †1368 und von Münsterberg †1428 des Stammes der Piasten  Volume III Tafel 12.
- (en) & (de) Peter Truhart, Regents of Nations, K. G Saur Münich, 1984-1988  (ISBN 359810491X),  Art. « Münsterberg »  p. 2452.